# Anielin Swędowski
Anielin Swędowski – wieś w Polsce położona w województwie łódzkim, w powiecie zgierskim, w gminie Stryków.
W latach 1975–1998 miejscowość należała administracyjnie do ówczesnego województwa łódzkiego.
W miejscowości znajduje się dawny młyn wodny nad Moszczenicą.